# Фролов, Владлен Дмитриевич
Владлен Дмитриевич Фролов (род. 1933) — советский и российский  специалист в области вычислительной математики и газодинамики, доктор физико-математических наук (1990). Лауреат Государственной премии СССР (1972). Заслуженный деятель науки Российской Федерации (2006).

## Биография
Родился 8 июня 1933 года в городе Тетюши, Татарская АССР.
С 1956 года после окончания с отличием физико-математического факультета Казанского государственного университета работал в системе МСМ СССР. С 1956 года направлен в закрытый город Челябинск-70 во Всесоюзный научно-исследовательский институт технической физики с назначением научным сотрудником, с 1969 года — старшим научным сотрудником, с 1970 по 1996 годы — руководителем лаборатории ВНИИТФ, с 1977 по 1987 годы принимал участие в разработке и многочисленном применении мирных ядерных взрывных устройств (ЯВУ) для сейсмонзондирования земной коры. 
В 1969 году защитил учёную степень кандидата физико-математических наук, в 1990 году — доктора физико математических наук. 
С 1996 года — главный научный сотрудник ВНИИТФ, при определяющем участии и под непосредственным руководством В. Д. Фролова был разработан и внедрён в производство комплекс программ, по которому ведутся массовые расчеты двумерных задач, удачно выбранная методика помогла создать экономичную программу, которая даже в условиях нехватки времени ЭВМ позволила производить успешное моделирование процессов, происходящих в разрабатываемых в институте образцах ядерного оружия, является автором 130 научных статей опубликованных в специальных российских и зарубежных журналах.

## Награды

### Премии
- Государственная премия СССР (1972  — «За работы в области вычислительной математики»)

### Звания
- Заслуженный деятель науки Российской Федерации (2006  — «За заслуги в научной деятельности»)
- Почётный гражданин Снежинска (2005 — «За большой личный вклад в создание ядерного оружия России, выдающиеся достижения в трудовой деятельности, значительный вклад в развитие научной, производственной  и социальной сферы города, в связи с 50-летием со дня образования РФЯЦ-ВНИИТФ»)